# 미카게촌 (가나가와현)
미카게촌(일본어: 三ケ木村)은 일본 가나가와현 쓰쿠이군에 존재했던 촌이다. 현재의 사가미하라시 미도리구 동부에 해당한다.

## 역사
- 1889년 4월 1일 - 정촌제 시행에 의해 미카게촌이 단독으로 나카노촌, 오이촌, 네고야촌 성립하였다.
- 1925년 7월 1일 - 나카노촌, 오이촌, 네고야촌과 합병해 나카노정이 성립하여, 동일 미카게촌은 폐지되었다.

## 참고 문헌
- 角川日本地名大辞典編纂委員会,『角川日本地名大辞典 神奈川県』1984, 角川書店